# Dragon (film, 2006)
Pour les articles homonymes, voir Dragon (homonymie).
Pour plus de détails, voir Fiche technique et Distribution.
Dragon est un film américain réalisé par Leigh Slawner, sorti en 2006. C'est un mockbuster du film Eragon de Stefen Fangmeier.

## Synopsis
Les elfes noirs font la guerre à l'humanité dans tout le royaume. La princesse Alora Vanir part pour Bagnor Brim, demander de l'aide à Lord Blackthorne pour combattre les elfes noirs. Lors de son voyage, la princesse est attaquée par des elfes noirs, dans la forêt de Sidhe. Elle est sauvée par les guerriers Lord Artemir et Sir Cador Bain. Les deux guerriers insistent pour accompagner la princesse Alora dans sa quête, pour la protéger et l'avertissent qu'un dragon habite dans la forêt.
La princesse Alora et les deux guerriers tombent dans une embuscade tendue par trois bandits : Gareth Morholt, Naga et Sogomo. Ces derniers déclarent qu'ils sont les vassaux de Kensington. Celui-ci est réputé pour avoir tué un dragon. Piégée, la princesse Alora promet aux trois bandits des terres et des titres de noblesse en échange de leur aide et de leurs connaissances. Les trois acceptent son offre. Mais les tensions sont fortes entre Gareth Morholt, Lord Artemir et Sir Cador Bain.
Le groupe continue son chemin à travers la forêt. Ils rencontrent l'elfe Damara et sa maîtresse Freyja, une mystérieuse nécromancienne. Freyja prophétise que tous les compagnons d'Alora ne survivront pas à leur périple, mais que le destin de l'un d'entre eux est de tuer le dragon. Freyja et Damara décident de se joindre au groupe pour les aider. Freyja remarque l'amour naissant entre la princesse Alora et Sir Cador Bain.
Le dragon attaque le groupe par surprise. Le groupe riposte, mais leurs attaques ne le blessent guère. Pendant le combat, le dragon fait tomber un arbre qui s'abat sur Sogomo. Coincé sous l'arbre, Sogomo ne parvient pas à se dégager. Le dragon le dévore sous les yeux de ses compagnons horrifiés.
Le groupe se disperse et s'enfuit, puis se regroupe. Freyja prend Alora à part pour lui exposer une nouvelle stratégie pour vaincre le dragon. Elle lui révèle que c'est elle qui a créé le dragon il y a de nombreuses années, pour combattre les elfes noirs, à la demande du père d'Alora, le roi.

## Fiche technique
- Titre original : Dragon
- Réalisation : Leigh Slawner
- Scénario : Leigh Slawner
- Production : David Michael Latt et Sherri Strain
- Production exécutive : David Rimawi
- Musique : Eliza Swenson (en)
- Montage : Kristen Quintrall et Leigh Slawner
- Pays de production :  États-Unis
- Genre : Fantasy
- Budget : 500.000 $
- Durée :
- Date de sortie : États-Unis : 12 décembre 2006

## Distributions
- Kurt Altschwager : Elfe noir Slynn
- Jessica Bork : Damara
- Tyler Constable : Elfe noir Sulin
- Jeff Denton : Gareth Morholt
- Jason DeParis : Sogomo
- Jon-Paul Gates (en) : Lord Artemir
- Rachel Haines : Naga
- Amelia Jackson-Gray : Princesse Alora Vanir
- Eliza Swenson (en) : Freja
- Matthew Wolf : Sir Cador Bain

## Production

### Lieux de tournage
Le film a été tourné à Milwaukee dans le Wisconsin.

## Musique
Sauf indication contraire, les informations mentionnées dans cette section peuvent être confirmées par la base de données cinématographiques IMDb,  présente dans la section « Liens externes ».
- Forsaken par The Divine Madness (en).